# Golden Boy (манґа)
Golden Boy (яп. ゴールデンボーイ, ґо:руден бо:й) — манґа японського автора Тацуї Егави про пригоди двадцятип'ятирічного «вільного художника», мандрівного студента Кінтаро Ое. З 1992 року манґа главами виходила в журналі Super Jump видавництва Shueisha. Це журнал для дорослої чоловічої аудиторії («сейнен»). Перший повноцінний том манґи був опублікований у 1993 році, всього їх було видано десять. У 1997 році манґа була завершена. Вона була популярною і успішною комерційно: всього було продано понад 4,5 млн томів.
У 1995 році історія була частково екранізована як аніме у форматі OVA (для домашнього перегляду). Шість серій під загальною назвою «Golden Boy: Sasurai no Obenkyou Yarou» (яп. さすらいのお勉強野郎, го:руден бо:й сасурай но обенкьо: яро:) були створені спільно видавництвом Shueisha і компанією KSS.
З вересня 2010 по грудень 2011 року в журналі видавництва Shueisha Business Jump виходило продовження манґи Golden Boy II 〜Sasurai no Obenkyou Yarou Geinoukai Ooabare-hen〜 (яп. GOLDEN BOY II 〜さすらいのお勉強野郎 芸能界大暴れ編〜). Було видано два томи цієї манґи.

## Сюжет
Кінтаро Ое, людина дуже талановита, незадовго до випускних іспитів припиняє навчання в Токійському університеті, щоб отримати уроки реального життя. На своєму велосипеді він подорожує містами Японії і виконує найрізноманітнішу роботу, аби продовжувати вчитися. Кінтаро вивчає і спостерігає за людьми (особливо за красивими дівчатами), а всі важливі думки і події записує в блокнот, який постійно носить за поясом.
У центрі сюжету кожного тому манґи — відносини Кінтаро з жінками. Деякі героїні зневажливо відносяться до Кінтаро і вважають його дурним та незграбним збоченцем, інші пропонують різноманітні змагання, щоб продемонструвати свою перевагу. Кінтаро незмінно намагається добитися від героїні взаємності, хоча про себе часто залишає погане перше враження. У глибині душі він дуже добрий, кмітливий, проникливий, неймовірно розумний і щоразу змушує спочатку байдужих дівчат закохуватися в нього. В аніме, в результаті випадкового збігу обставин або за потребою Кінтаро ніколи не вдається відчути на собі взаємну силу дівочої пристрасті: він постійно в дорозі. У манзі він має сексуальні контакти.

## Персонажі
Лише Кінтаро постійно присутній в манзі і з'являється в кожній серії аніме. Інші персонажі є епізодичними.

### Кінтаро Ое
Кінтаро Ое (яп. 大江錦太郎, О:е Кінтаро:) — головний герой манґи і аніме, подорожує Японією і наймається на різноманітну роботу в пошуках знань. На офіційному сайті MTV його описують як хлопця «досить недолугого і дещо заклопотаного». Герой незмінно втручається в події і допомагає найрізноманітнішим людям. Animetric.com вважає, що в героя золоте серце, хоча він вирішує проблеми незвичайними методами. Крім того, Кінтаро «буквально поглинула абсолютна жага знань», результати чого «відкладаються не тільки в його голові, але і відображаються на побитій фізіономії». Він також небайдужий до красивих дівчат. Згідно з онлайн-журналом Animefringe, його почуття до жінок пусті, а сам Кінтаро передбачувано захоплюється тільки дівчатами модельної зовнішності. Навпаки, автор рецензії на THEM Anime Reviews вважає, що в глибині душі Кінтаро захоплюється жінками і поважає їх. Тацуя Егава часто гіперболізує міміку цього персонажа, жартує з приводу туалетного фетиша Кінтаро, небайдужого до сидінь унітазу, а також записів, які той робить у блокноті. Туди Кінтаро замальовує жіночу нижню білизну і груди, описує те, що відбувається у своєрідній манері: «C — це не секс» і «Голова не може повертатися на 360 градусів». Проте він дуже розумний і кинув інститут лише тому, що за два роки повністю вивчив програму. Кінтаро здатний буквально до всього: спорт, програмування, кулінарія, викладання, анімація — і з жаром береться за будь-яку можливість отримати знання (заради цього згоден на добровільне рабство). Часто повторює фразу «Вчитися!» (яп. おべんきょう, обенкьо:). В манзі у нього з'являються послідовники. Його ім'я з японської переводиться як «золотий хлопчик». Так звали популярного героя японського фольклору, який був наділений неймовірною силою.

### Другорядні персонажі
Пані президент (яп. 女社長, дзьо сятьо) — голова невеликої комп'ютерної фірми з розробки програмного забезпечення T.N. Software. З'являється в першій серії аніме і в першому розділі манґи. Її ім'я не називається (в японській версії просто «бос»). Президент відрізняється вимогливістю і професіоналізмом, водночас, в її компанії працюють тільки дівчата. Її озвучує Хіромі Цуру.
Наоко Кацуда (яп. 勝田奈緒子) — дочка мера з другої серії аніме (друга глава манґи). Батько Наоко строго контролює її відносини із юнаками, сама ж вона розбещена і дозволяє собі грати з людьми, наприклад, робить вигляд, що Кінтаро намагався її зґвалтувати, щоб подивитися, як він буде виправдовуватися перед батьком. На думку Кінтаро, у неї комплекс Електри.
Сейю: Юко Мінагуті.
Норіко (яп. 紀子) — молода і безневинна дівчина, яка працює в магазині з приготування локшини удон. Кінтаро зустрічає її в третій серії аніме (четверта глава манґи). Норіко добра, ввічлива, любить своїх батьків. В аніме вона захоплюється складанням ікебани і мріє одного дня скласти букет для коханої людини.
Сейю: Юрі Сіраторі
Аюко Хаямі (яп. 速水鮎子) — інструктор з плавання, колишня олімпійська чемпіонка на дистанції 200 метрів. З'являється в четвертій серії аніме і в п'ятому розділі манґи. Вона дуже любить свою роботу і, незважаючи на зовнішню прохолодність, в глибині душі є людиною азартною. Аюко закохалася в басейн з дитинства, коли батько вчив її плавати. Вона вважає, що дітей треба привчати до води, не роблячи ніяких поступок: вони прийшли не розважатися. Якщо ж дитина боїться плавати, їй в басейні не місце.
Сейю: Кікуко Іноуе.
Рейко Тераяма (яп. 寺山麗子) — двадцятирічна дочка одного з найбагатших жителів Кіото, з'являється у п'ятій серії (шоста глава манґи). Володарка прекрасних манер і неймовірного зовнішнього вигляду. Насправді, Рейко закохана в власний мотоцикл і тільки від нього може випробувати сексуальне збудження. Ніхто, вважає Рейко, не може перевершити його в силі і швидкості. Всіх чоловіків, особливо водіїв, вона вважає слабкими і нікчемними.
Сейю: Сакіко Тамагава.

## Історія створення
Автор манґи Тацуя Егава отримав диплом за спеціальністю прикладна математика і протягом п'яти місяців викладав математику в університеті, перш ніж став професійно малювати манґу. У передмові до першого тому «Golden Boy» він писав: «Перед закінченням дитячого садка я написав у своєму щоденнику: „Я по-справжньому люблю вчитися“. Я часто розмірковую про те, в якій же момент в наших школах забули справжнє значення слова „навчання“. Дуже часто вчителі та батьки розуміють його помилково. Навчання має бути захоплюючим і цікавим».
«Golden Boy» — другий великий твір Тацуї Егави після манґи для дітей Magical Taruruto-kun (1988—1992), яка також публікувалася у видавництві Shueisha. «Golden Boy» друкувалася в журналі для дорослої чоловічої аудиторії Super Jump з 1992 до 1997 року, а потім була опублікована Shueisha в десяти томах. Перший том вийшов у червні 1993 року, останній — у січні 1998. Егава планував завершити історію третім томом (金剛寺編), але на хвилі популярності манґи після виходу однойменного аніме, редакція журналу змусила його продовжувати. Егава погодився за умови, що йому дозволять малювати що завгодно, і став змінювати сюжет, ігноруючи думку читацької аудиторії. Це рішення негативно відбилося на продажах манґи. Ця манґа, як і наступна робота Тацуї Егави, Tokyo University Story, містить велику кількість еротичних сцен, які були частково вирізані при повторному виданні 2003 року. Кожен том другого видання Shueisha Jump Remix зменшився майже вдвічі порівняно з оригіналом.
З вересня 2010 по грудень 2011 року в журналі Shueisha Business Jump виходило продовження манґи «Golden Boy II 〜Sasurai no Obenkyou Yarou Geinoukai Ooabare-hen〜» (яп. GOLDEN BOY II 〜さすらいのお勉強野郎 芸能界大暴れ編〜). Два томи вийшли в лютому і в липні 2011 року.

## OVA
Аніме з шести серій «Golden Boy: Sasurai no Obenkyou Yarou» (яп. さすらいのお勉強野郎, го:руден бо:й сасурай но обенкьо: яро:), створене Shueisha спільно з KSS, було випущено в Японії спочатку на відеокасетах, а згодом на Laserdisc. Головного героя озвучує Міцуо Івата. Найвідвертіші сцени відсутні, і сюжет повторюється за однією схемою: подорожі в пошуках знань — дівчина — еротичні фантазії Кінтаро — робота — кульмінація — подорожі в пошуках знань.

### Саундтрек
Музика до OVA була написана композитором Дзьо Катаянагі, а композиція, що завершує аніме, «Study A Go! Go!» — Кандзі Сайто. Всього компанією KSS випущено два альбоми з саундтреком. Перший, Golden Boy STUDY A GO!! GO!! (яп. スタディ・ア・ゴー!!ゴー!!), вийшов 26 січня 1996 року.
| Golden Boy STUDY A GO!! GO!! | Golden Boy STUDY A GO!! GO!!       | Golden Boy STUDY A GO!! GO!!         | Golden Boy STUDY A GO!! GO!! |
| #                            | Назва                              | Оригінальна назва                    | Тривалість                   |
| ---------------------------- | ---------------------------------- | ------------------------------------ | ---------------------------- |
| 1.                           | «STUDY A GO!! GO!! Ver.1»          |                                      |                              |
| 2.                           | «Intermission»                     |                                      |                              |
| 3.                           | «Sloppy Joe»                       |                                      |                              |
| 4.                           | «Intermission»                     |                                      |                              |
| 5.                           | «Kami to Denki»                    | 紙と電気                             |                              |
| 6.                           | «Intermission»                     |                                      |                              |
| 7.                           | «NO NO BOY»                        |                                      |                              |
| 8.                           | «Intermission»                     |                                      |                              |
| 9.                           | «Drama CD Yume Harizumi ni not te» | サウンドドラマ「夢はリズムにのって」 |                              |
| 10.                          | «Yume Harizumi ni not te»          | 夢はリズムにのって                   |                              |
| 11.                          | «Intermission»                     |                                      |                              |
| 12.                          | «STUDY A GO!! GO!! Ver.2»          |                                      |                              |

Другий альбом Golden Boy Animation Soundtrack надійшов у продаж 23 серпня 1996 року.
| Golden Boy Animation Soundtrack | Golden Boy Animation Soundtrack | Golden Boy Animation Soundtrack | Golden Boy Animation Soundtrack |
| #                               | Назва                           | Оригінальна назва               | Тривалість                      |
| ------------------------------- | ------------------------------- | ------------------------------- | ------------------------------- |
| 1.                              | «Headphone Music»               | ヘッドフォン・ミュージック      | 0:21                            |
| 2.                              | «Opening»                       | オープニング                    | 1:52                            |
| 3.                              | «T.N. Software»                 | T.N.ソフトウェア                | 2:27                            |
| 4.                              | «Job 1»                         | お仕事1                         | 1:37                            |
| 5.                              | «Delusion»                      | 妄想                            | 0:20                            |
| 6.                              | «Tension 1»                     | テンション1                     | 0:56                            |
| 7.                              | «Tension 2»                     | 同2                             | 0:30                            |
| 8.                              | «Lady President»                | 女社長                          | 2:33                            |
| 9.                              | «Introduction #2»               | イントロダクション 2            | 0:37                            |
| 10.                             | «Fist Fight»                    | 選挙戦                          | 1:02                            |
| 11.                             | «Study»                         | お勉強                          | 0:50                            |
| 12.                             | «Job 2»                         | お仕事2                         | 1:13                            |
| 13.                             | «Naoko 1»                       | 奈緒子1                         | 2:38                            |
| 14.                             | «Naoko 2»                       | 同2                             | 2:57                            |
| 15.                             | «Action»                        | アクション                      | 1:18                            |
| 16.                             | «Kintaro's Theme #2»            | 錦太郎のテーマ 2                | 1:58                            |
| 17.                             | «Reiko»                         | 麗子                            | 1:18                            |
| 18.                             | «Ganeya»                        | がねや                          | 2:32                            |
| 19.                             | «Noriko»                        | 紀子                            | 1:53                            |
| 20.                             | «Remembering Tension 3»         | 回想・テンション3               | 2:04                            |
| 21.                             | «Tragedy's Action»              | 悲劇のアクション                | 0:34                            |
| 22.                             | «Pier Date»                     | 港のデート                      | 1:27                            |
| 23.                             | «Panic»                         | パニック                        | 1:28                            |
| 24.                             | «Ending #3»                     | エンディング 3                  | 1:12                            |
| 25.                             | «Music Box Job 3»               | オルゴール・お仕事3             | 1:54                            |
| 26.                             | «Ayuko 1»                       | 鮎子1                           | 0:59                            |
| 27.                             | «Usual Day»                     | 日常                            | 0:38                            |
| 28.                             | «Job 4»                         | お仕事4                         | 1:27                            |
| 29.                             | «Ayuko 2»                       | 鮎子2                           | 0:48                            |
| 30.                             | «Chase»                         | チェイス                        | 1:18                            |
| 31.                             | «Lust»                          | お色気                          | 0:16                            |
| 32.                             | «Dolphin»                       | イルカ                          | 0:50                            |
| 33.                             | «Passionate»                    | 情熱                            | 1:12                            |
| 34.                             | «Idiot»                         | バカ                            | 0:13                            |
| 35.                             | «Tension 4»                     | テンション4                     | 1:15                            |
| 36.                             | «Action Ex»                     | アクションEx                    | 1:17                            |
| 37.                             | «Opening Ex»                    | オープニングEx                  | 1:38                            |
| 38.                             | «Battle»                        | バトル                          | 2:44                            |
| 39.                             | «Gospel»                        | ゴスペル                        | 0:39                            |
| 40.                             | «Kintaro's Theme #4»            | 錦太郎のテーマ4                 | 1:41                            |
| 41.                             | «Study A Go!! Go!!»             | スタディ・ア・ゴー!!ゴー!!      | 3:34                            |

## Відгуки і критика
Манґа і OVA сповнені молодіжним гумором. Аніме відзначилося позитивними відгуками, але широку популярність здобуло насамперед завдяки еротичному підґрунтю: хоча OVA не можна віднести до жанру хентай, там показані напівголі жіночі тіла і жіноча мастурбація. Натомість манґа з другого тому стає чи не порнографічною.
Манґа Golden Boy, не будучи перекладеною європейськими мовами, не викликала широкого резонансу серед зарубіжної громадськості, проте, аніме було добре сприйняте критиками. Практично всі рецензенти сходяться на тому, що образ головного героя надзвичайно вдалий, хвалять OVA за якісну анімацію, пророблений сюжет і дотепні жарти. DigitallyObsessed.com відзначає чудову гру акторів, що озвучували героїв, хоча додає, що наповнене еротичними елементами відео підходить не для всіх глядачів. «Саме талановиті актори і актриси зробили це аніме таким, яке воно є», — висловлює думку оглядач Mania.com. Anime Jump позитивно висловлюється про роботу дизайнера персонажів Тосіхіро Кавамото, назвавши його справжнім майстром і порівнявши малюнок жіночих персонажів «Golden Boy» з Cowboy Bebop (де також працював Кавамото). Animeworld.com пише, що дівчата в аніме певною мірою виглядають трафаретними, але подібні типажі ми щодня зустрічаємо на вулиці. Рецензенти THEM Anime Reviews і Animeworld.com вихваляють прекрасну анімацію і вдалий гумор, втім, Animeworld.com критикує персонажів за слабку динаміку під час сюжету. «Це одне з небагатьох аніме, які я можу переглядати кілька разів і щоразу сміятися», — додає колумніст Sequential Tart. Animefringe називає аніме істерично смішним. Автор огляду на DVDtalk.com пише, що отримав справжнє задоволення від перегляду і що «чув багато компліментів на адресу Golden Boy, і всі вони виявилися заслуженими».